# 実録・竹中正久の生涯 荒らぶる獅子
実録・竹中正久の生涯 荒らぶる獅子 （じつろく・たけなかまさひさのしょうがい あらぶるしし）は、溝口敦原作「山口組四代目 荒らぶる獅子」を、小沢仁志を主役に迎えて実写化されたオリジナルビデオシリーズ。監督辻裕之で、2003年から2004年にかけて3作リリースされた。

## 概要
四代目山口組組長・竹中正久の幼少期（外伝）から、博多事件・大阪戦争を経て山一抗争にて命を落とすまでの壮絶な生涯を描く（前編・後編）。日本最大組織の頂点へと昇り詰めた男の生涯、権力に屈する事のなかった竹中正久の壮絶な武闘の履歴を描く実録極道巨編。
第1弾 実録・竹中正久の生涯 荒らぶる獅子 前篇 （2003年2月25日発売）
竹中正久（小沢仁志）は昭和8年、兵庫県御国野村深志野に生まれた。竹中家は村の助役を務めるほどの旧家であったが祖父が亡くなった後、家屋を売り払って御着に越してからは食料品店を営んで暮らしていた。代紋や盃に縛られる事を嫌う竹中正久は、極道の激戦区と言われた姫路において、弟の英男（斎藤歩）・正（森永健司）・武らと共に一党を形成し、愚連隊のような生活を送っていた。喧嘩では無敵を誇り、極道でさえ恐れをなす竹中正久の名は、姫路だけにとどまらず、各地に広まり始める。だが、そんな正久の人生に一つの転機が訪れる。当時全国各地に領土を広げつつあった三代目山賀組組長・田城正雄（高松英郎）との会見である。この会見の場で、田城の器の大きさに心を打たれた正久は、極道として生きる事を決意する。そして、昭和36年12月13日、遂に田城正雄から盃を下ろされた竹中正久は、この後、血塗られたやくざ抗争史を歩んで行く事となるのである…。
第2弾 実録・竹中正久の生涯 荒らぶる獅子 後篇 （2003年4月25日発売）
山健組組長・山倉健三（麻生誠二？）の若頭就任に伴い、竹中組組長・竹中正久（小沢仁志）は若頭補佐に任命された。その後、大阪戦争・姫路事件と言った幾多の血でを血を洗う抗争を闘い抜いた竹中正久は、山賀組内において、確固たる地位を築き上げていく。だが、三代目山賀組組長・田城正雄（高松英郎）、新若頭・山倉健三の相次ぐ死により、正久は組内の巨大な権力抗争に巻き込まれて行く事となるのである。そして日本極道組織の頂点へと昇り詰めた時、正久を待ち受けていたのは、あまりにも残酷な運命であった…。
第3弾 実録・竹中正久の生涯 荒らぶる獅子 外伝 （2004年5月25日発売）
極道社会の頂点へと昇り詰めた男・竹中正久の新たなる真実！
昭和61年1月、四代目山賀組組長・竹中正久（小沢仁志）が正和会の放ったヒットマンの銃弾に倒れた。その数日後、正久の実弟である二代目竹中組組長・竹中武（中野英雄）は、竹中組の正和会への報復を警戒され、野球賭博の容疑で逮捕された。岡山県警取調室。岡山検察庁検事・高田（渡辺哲）による取り調べが進むにつれ、武の脳裏に正久の過去が次々と蘇り、その壮絶な戦いの数々が語られて行く。日本最大組織の頂点へと昇り詰めた武闘派極道・竹中正久の新たなる伝説が今明らかに！

## 出演

### 前編・後編
竹中組
- 竹中正久：小沢仁志 - 竹中家三男 / 竹中組初代組長→山賀組三代目ボディーガード→三代目山賀組若頭補佐→四代目山賀組組長（モデル：竹中正久）
- 竹中英男：斎藤歩（※前編のみ） - 竹中家四男（モデル：竹中英男）
- 竹中正：森永健司 - 竹中家五男 / 姫路竹中組相談役（モデル：竹中正）
- 竹中武：中野英雄 - 竹中家八男 / 岡山竹中組組長（モデル：竹中武）
- 坪田英和：デビット伊東 - 正久舎弟分→竹中組若頭（モデル：姫路竹中組 初代若頭 坪田英和）
- 徳永正春：土平ドンペイ - 正久舎弟分→竹中組組員（モデル：徳平正春）
- 長塚昭男：國本鐘建 - 正久舎弟分→竹中組組員（モデル：中塚昭男）
- 平田光：猪瀬孔明 - 正久舎弟分→竹中組組員（モデル：平尾光）
- 竹中組組員：森本武晴
- 竹中組組員：真勝國之
- 竹中組組員：赤松紘季
- 竹中組組員：加藤知宏
- 竹中組組員：松島圭二朗（※前編のみ）
- 竹中組関係者→竹中組組員 タカナシカズオ：辰巳佳太（※後編のみ）

山賀組（モデル：山口組）
- 田城正雄：高松英郎 - 三代目組長（モデル：田岡一雄）
- 田城綾子：内田明里 - 三代目姐（モデル：田岡文子）
- 地崎行雄：力也 - 三代目山賀組若頭 地崎組組長→三代目山賀組舎弟（モデル：地道行雄）
- 高原政雄：岡崎二朗 - 三代目山賀組舎弟 高原会会長（モデル：安原政雄）
- カジタキヨハル：本郷直樹 - 三代目山賀組若頭　昭和46年7月鹿児島で磯釣り中に溺死（モデル：梶原清晴）
- 山倉健三：麻生誠二? - 三代目山賀組若頭補佐→三代目山賀組若頭（モデル：山本健一）
- 菅田政雄：白竜 - 三代目山賀組若頭補佐 菅田組組長（モデル：菅谷政雄）
- 山崎宏：荒木しげる - 三代目山賀組若頭補佐→三代目山賀組組長代行→正和会（モデル：山本広）
- 坂西一男：石山雄大 - 三代目山賀組若頭補佐（モデル：中西一男）
- 久野良次：堀田眞三（※前編のみ） - 久野組組長（モデル：宇野加二）
- 三波芳治：ガッツ石松 - 姫路三波組組長（モデル：湊芳治）
- 細谷利明：小西博之 - 三代目山賀組若頭補佐 細谷組組長（モデル：細田利明）
- 中川勝正：新藤栄作 - 三代目山賀組若頭補佐（モデル：中山勝正）
- 小野田秀臣：影山英俊 - 小野田組組長（モデル：小田秀臣）
- 益岡佳於：久木念 - 益岡組組長（モデル：益田佳於）
- 西力也：鈴木隆二郎 - 四代目山賀組若中 西組組長（モデル：南力）
- 三代目山賀組→正和会：すわ親治
- 三代目山賀組→正和会：高橋和興

大下会（モデル：木下会）
- 大下会若頭→大下会組長 高田雅裕：崎山凛（モデル：高山雅裕）
- 大下会幹部 松波：大槻博之
- 大下会幹部 梅本：勝飛※親睦会席上、英男に殴りかかった。

松岡組（モデル：松田組）
- 松岡組組長 樫村忠義：真樹日佐夫（※後編のみ）
- 松岡組系大和正義隊組員 鳴瀬清：小沢和義（※後編のみ）

その他
- 姫路のヤクザ：木村木（前編のみ）
- 山賀組直系組長：豊田博臣
- 竹中愛子：絵沢萌子（前編のみ） - 竹中正久の母
- さとみ：藤森夕子 - 竹中正久内縁の妻（モデル：中山きよみ）
- かおり：もちづきる美（後編のみ） - 竹中正久の愛人
- 大空つぐみ：天手千聖（前編のみ） - （モデル：美空ひばり）
- 福岡県警 刑事 課長：ゆーとぴあピース
- 兵庫県警 姫路警察署 刑事（後編のみ）：中薗光博

ナレーション
- 森羅万象

モノローグ
- 竹中武

### 外伝
※取調室で検事（渡辺哲）から調べを受ける竹中武（中野英雄）の語りで竹中正久（小沢仁志）の生き様を振り返る、前編後編から回想シーンを構成。主演は小沢仁志だが前編後編から構成の回想シーンであるため、新撮の中野英雄（竹中武 役）が実質主演。語りは劇中の竹中武（中野英雄）。
- 竹中武：中野英雄 - 竹中家八男（モデル：竹中武）
- 竹中英男：本宮泰風 - 竹中家四男（モデル：竹中英男）
- 竹中愛子：水木薫 - 竹中正久の母
- 中嶋長次：小沢和義（二役） - 山賀組若中
- 岡山検察庁検事 高田：渡辺哲
- 刑事：江原修
- 竹中組系組員 清水（ヒットマン）：大沢樹生 ※特別出演
- 竹中組系組員 山崎（ヒットマン）：寺島進 ※特別出演
- 竹中組系組員 キタミ（ヒットマン）：四方堂亘 ※特別出演
- 竹中組系組員 ミヤダイ（ヒットマン）：やべきょうすけ ※特別出演

## 逸話
- 実録映画化にあたり、モデルとなった竹中正久の実弟に挨拶に行ったところ、本人役をやるには体型が細いとの理由から怒られ続けたが、「役者なめないで1か月後見ててください」と立ち去った小沢は、クランクインまでの一ヶ月間に35kg増量した。結果、実録映画公開後には竹中正久の実弟から認められ「兄貴」と呼ばれた[1]。

## 主題歌・挿入歌

### 前編・後編
主題歌
- 「命」（日本クラウン）
  - 唄：北島三郎 / 作詞：宮原哲夫 / 補作詞：原譲二 / 作曲：原譲二 / 編曲：鈴木操

挿入歌
- 「男の夜曲」
  - 唄：矢野明 / 作詞：やしろよう / 作曲：浜圭介 / 編曲：若草恵

### 外伝
主題歌
- 「命の篝火」
  - 唄：矢野明 / 作詞・作曲：奥野敦士

## スタッフ
- 監督：辻裕之
- 製作：及川次雄
- 原作：溝口敦
- 監修：竹中正
- 企画：伊藤秀裕
- プロデューサー：ゆうき哲也、瀬田素、木下静雄、中島凌（前編、後編）
- キャスティングプロデューサー：飯島茂
- 脚本：辻裕之、石川雅也（外伝のみ）
- 音楽：奥野敦士
- 撮影：田中一成
- 照明：吉角荘介
- 録音：沼田和夫
- 美術：橋本千春
- VE：渡辺明彦
- 編集：金子尚樹
- 助監督：多胡由章
- 制作担当：板井茂樹
- ラインプロデューサー：黒須功
- 音響効果：丹雄二
- EED：緩鹿秀隆
- MA：藤沢信介
- スタントコーディネーター：辻井啓伺、玉寄兼一郎
- ガンエフェクト：武居正純、吉田宗生
- 刺青：田中光司（彫武一門）
- 特殊造形：原口智生
- 衣裳：小里幸子
- ヘアー・メイク：松木麻紀子
- 方言指導：赤松紘季、加藤弘樹、田崎敏路
- 題字：北島三郎
- 制作協力：エクセレントフィルム、シャイニングプロダクション
- 製作：荒らぶる獅子製作委員会

## ソフトリリース
| タイトル                               | ジャケットコピー     | 発売日                                |
| -------------------------------------- | -------------------- | ------------------------------------- |
| 実録・竹中正久の生涯 荒らぶる獅子 前篇 | 男を極めた極道       | VHS：2003年2月25日 DVD：2004年5月25日 |
| 実録・竹中正久の生涯 荒らぶる獅子 後篇 | 闘いこそが我が侠道── | VHS：2003年4月25日 DVD：2004年5月25日 |
| 実録・竹中正久の生涯 荒らぶる獅子 外伝 | 蘇る武闘派伝説──！   | DVD：2004年5月25日                    |

## 関連書籍
- 溝口敦著 『荒ぶる獅子―山口組四代目竹中正久の生涯』 徳間書店、1988年1月  ISBN 4191236032

## 関連作品
- オリジナルビデオ『武闘派極道史 竹中組 -組長邸襲撃事件-』（2005年、監督：辻裕之、主演：風間貢 / 監修：竹中正、語り：竹中武） - 『実録・竹中正久の生涯 荒らぶる獅子』の後日談に当たる事件を題材にしており、一部、『実録・竹中正久の生涯 荒らぶる獅子 外伝』の映像が使用されている。